# Shoya Tomizawa
Shoya Tomizawa (10. december 1990 i Chiba – 5. september 2010) var en japansk motorcyklist. Han vandt blandt andet det første VM-løb i klassen Moto2 under Qatars MotoGP den 11. april 2010.
Tomizawa døde efter en ulykke ved San Marinos Grand Prix på Misano den 5. september 2010, da han mistede kontrollen over sin motorcykel, og blev ramt af to medkørere. Han blev hurtigt fløjet med helikopter til Riccione-hospitalet på adriaterhavskysten. Hans liv stod dog ikke til at redde. Han blev 19 år.